# Polylepta
Polylepta is een muggengeslacht uit de familie van de paddenstoelmuggen (Mycetophilidae).

## Soorten
- P. borealis Lundstrom, 1912
- P. guttiventris (Zetterstedt, 1852)
- P. modesta Van Duzee, 1928
- P. nigellus Johannsen, 1910
- P. zonata Zetterstedt, 1852